# Pereg (Ungarn)
Pereg war bis 1950 eine ungarische Großgemeinde und ist seitdem ein Ortsteil von Kiskunlacháza, das im Kreis Ráckeve im Komitat Pest liegt. Pereg befindet sich im südlichen Teil der Stadt Kiskunlacháza. Die Nachbargemeinde ist Ráckeve.

## Geschichte
Im Jahr 1913 gab es in der damals eigenständigen Großgemeinde 474 Häuser und 2676 Einwohner auf einer Fläche von 6733 Katastraljochen. Sie gehörte zu dieser Zeit zum Bezirk Ráckeve im Komitat Pest-Pilis-Solt-Kiskun. 1950 wurde Pereg eingemeindet und ein Teil der Großgemeinde Kiskunlacháza, die 2021 den Status einer Stadt erhielt.

## Söhne und Töchter der Gemeinde
- Pál Faragó (1886–1969), Schachkomponist

## Sehenswürdigkeiten
- Römisch-katholische Kirche Szent Mihály, erbaut 1771 im spätbarocken Stil
  - Statuen an der Kirche
- Naturlehrpfad
- Weltkriegsdenkmal

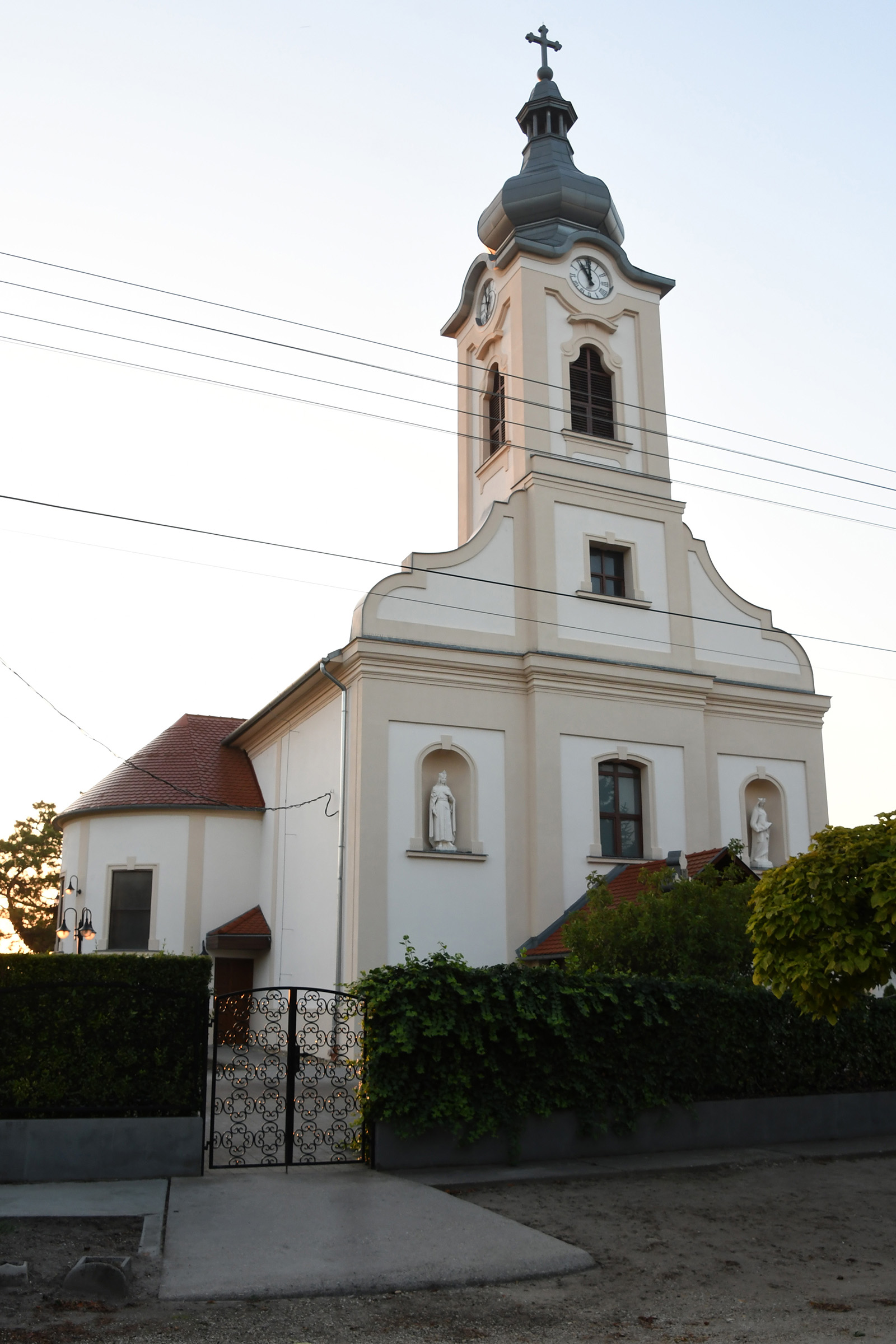
Römisch-katholische Kirche Szent Mihály
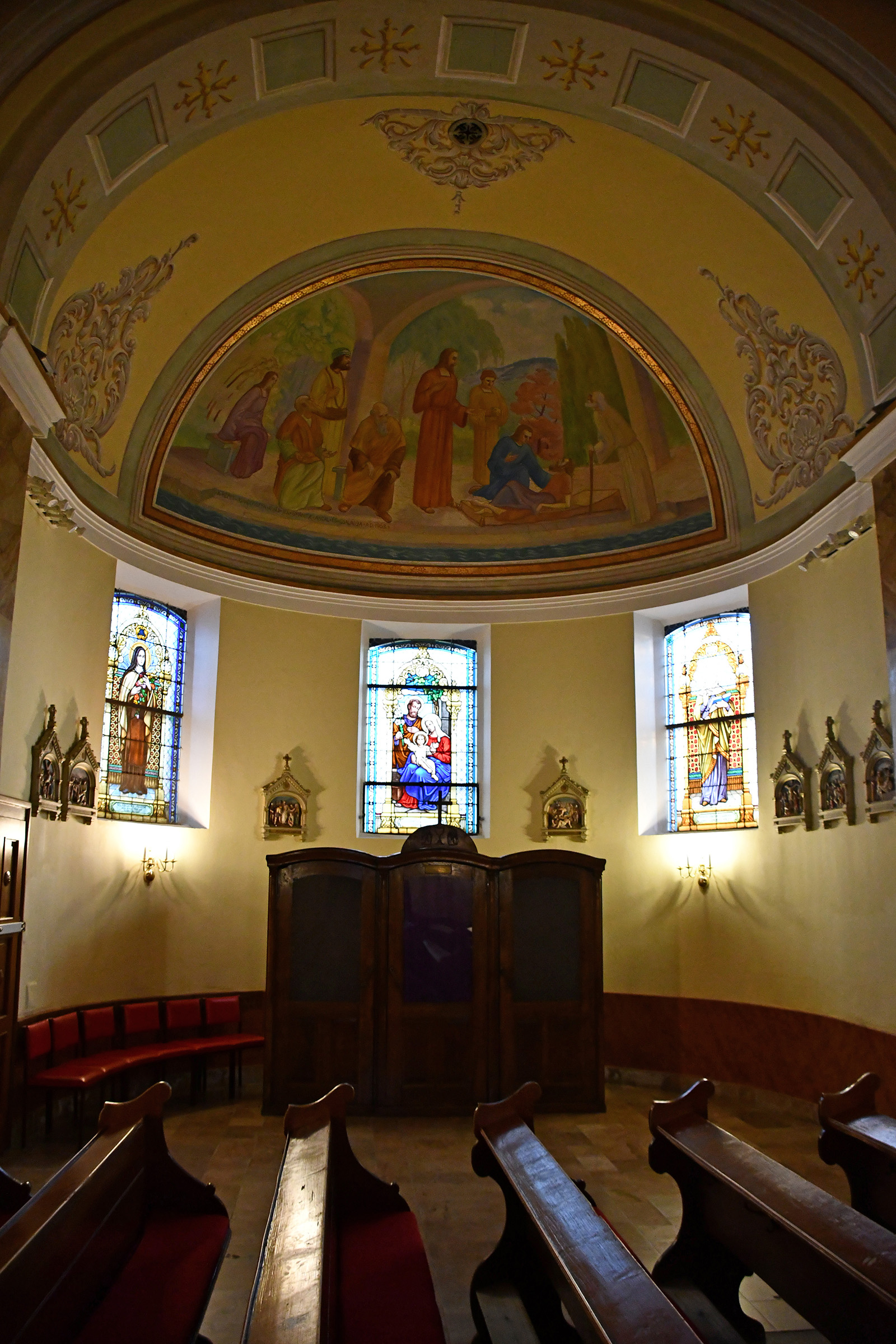
Innenraum der Kirche
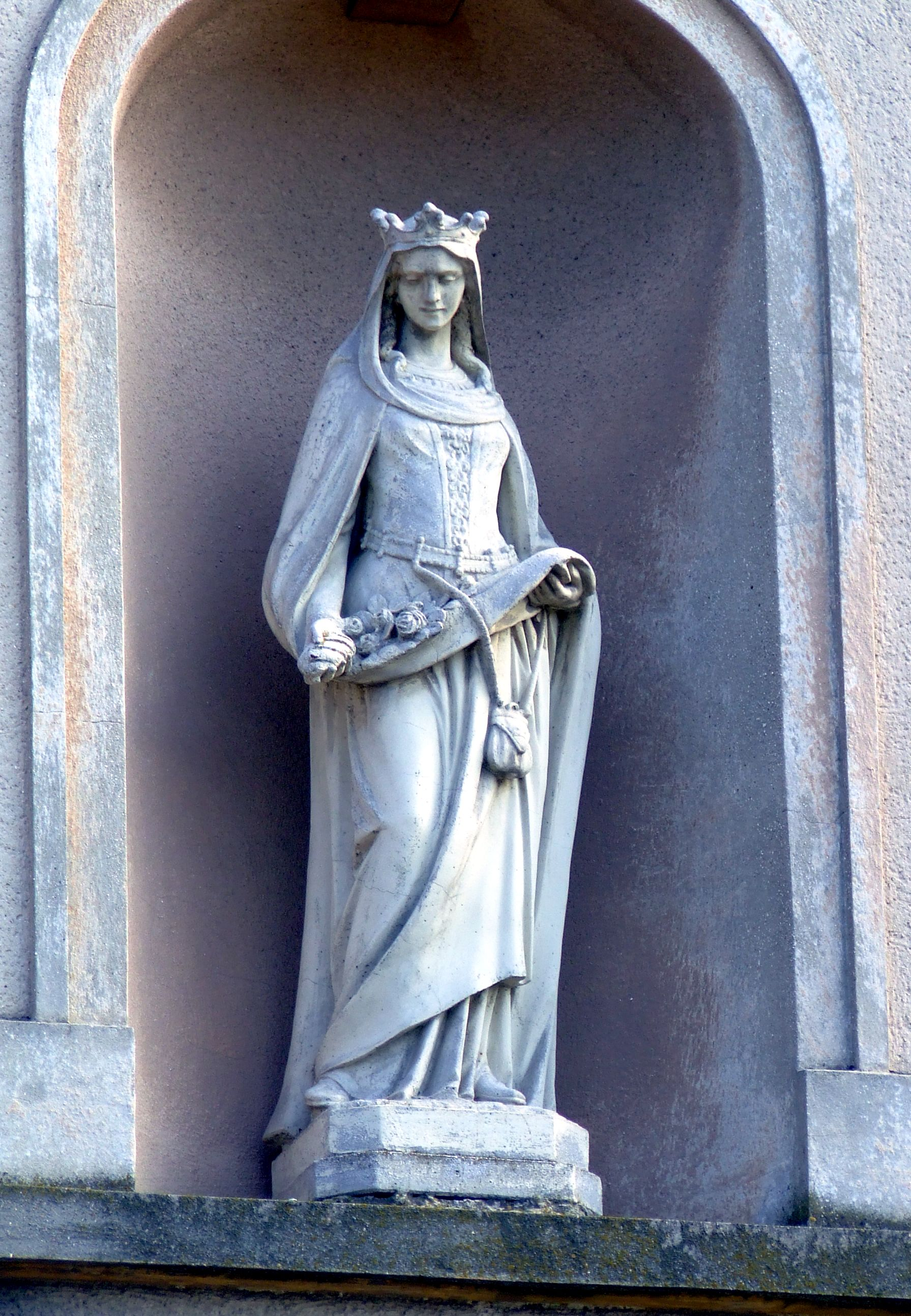
Szent-Erzsébet-Statue
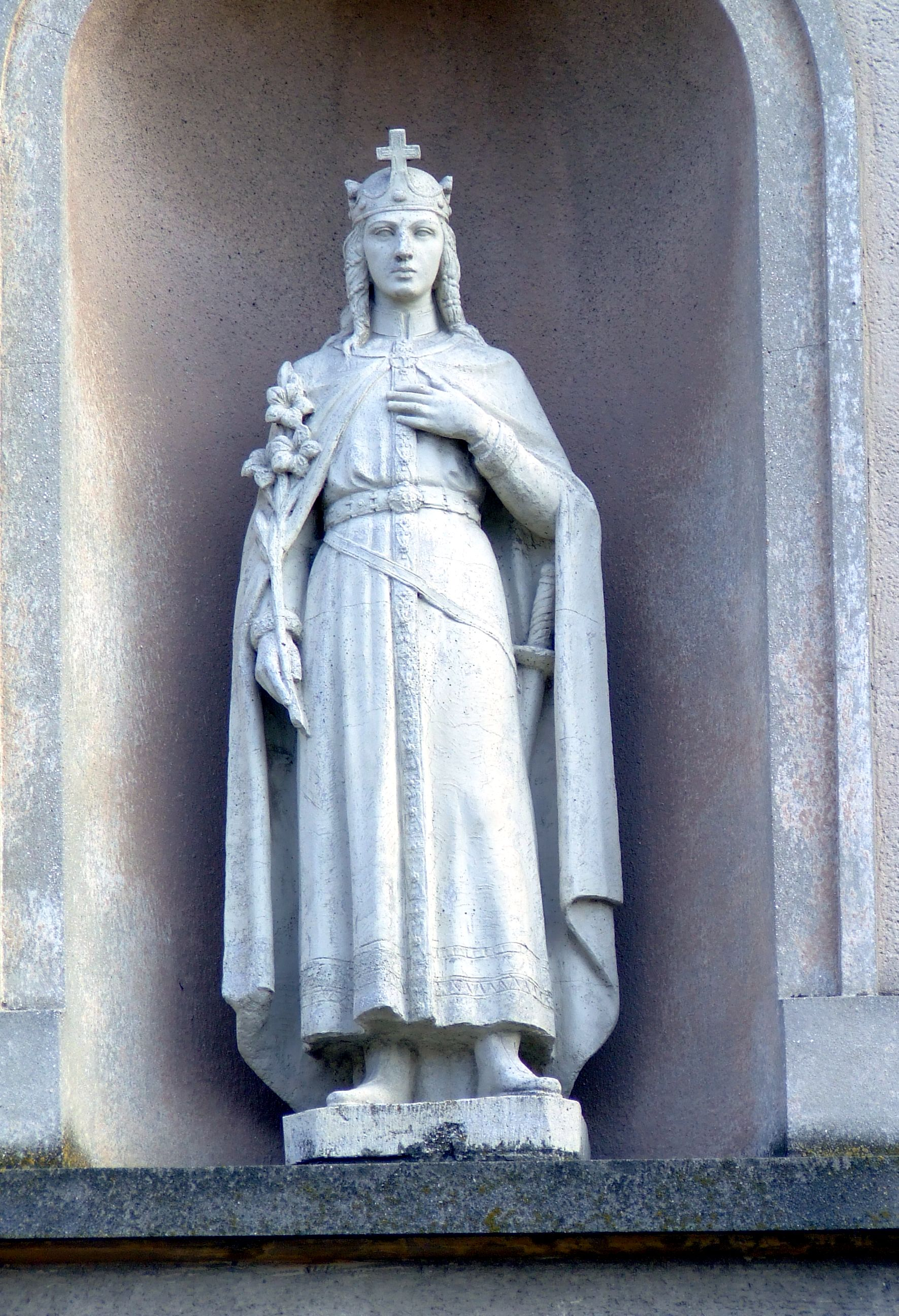
Szent-Margit-Statue
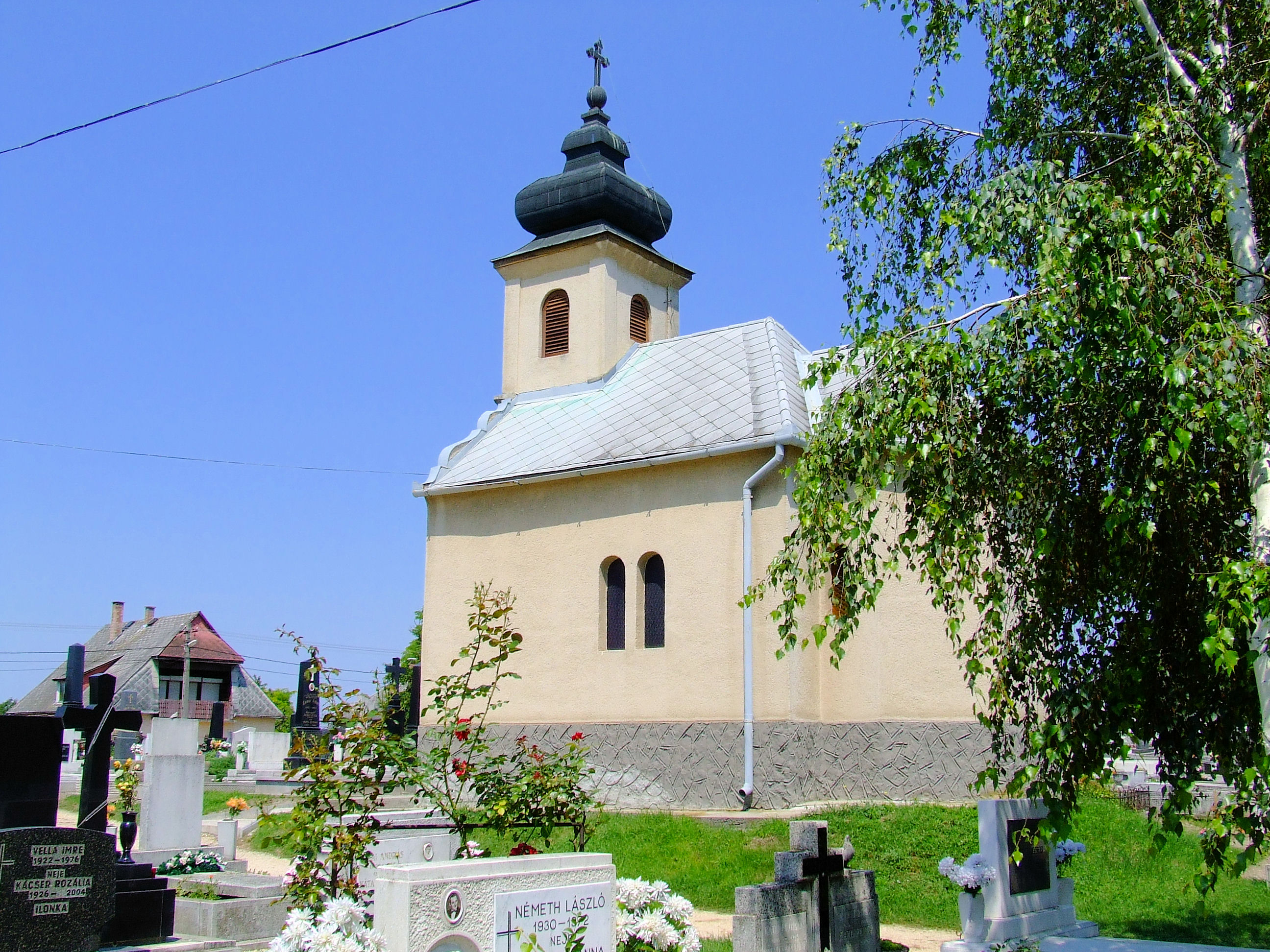
Friedhofskapelle
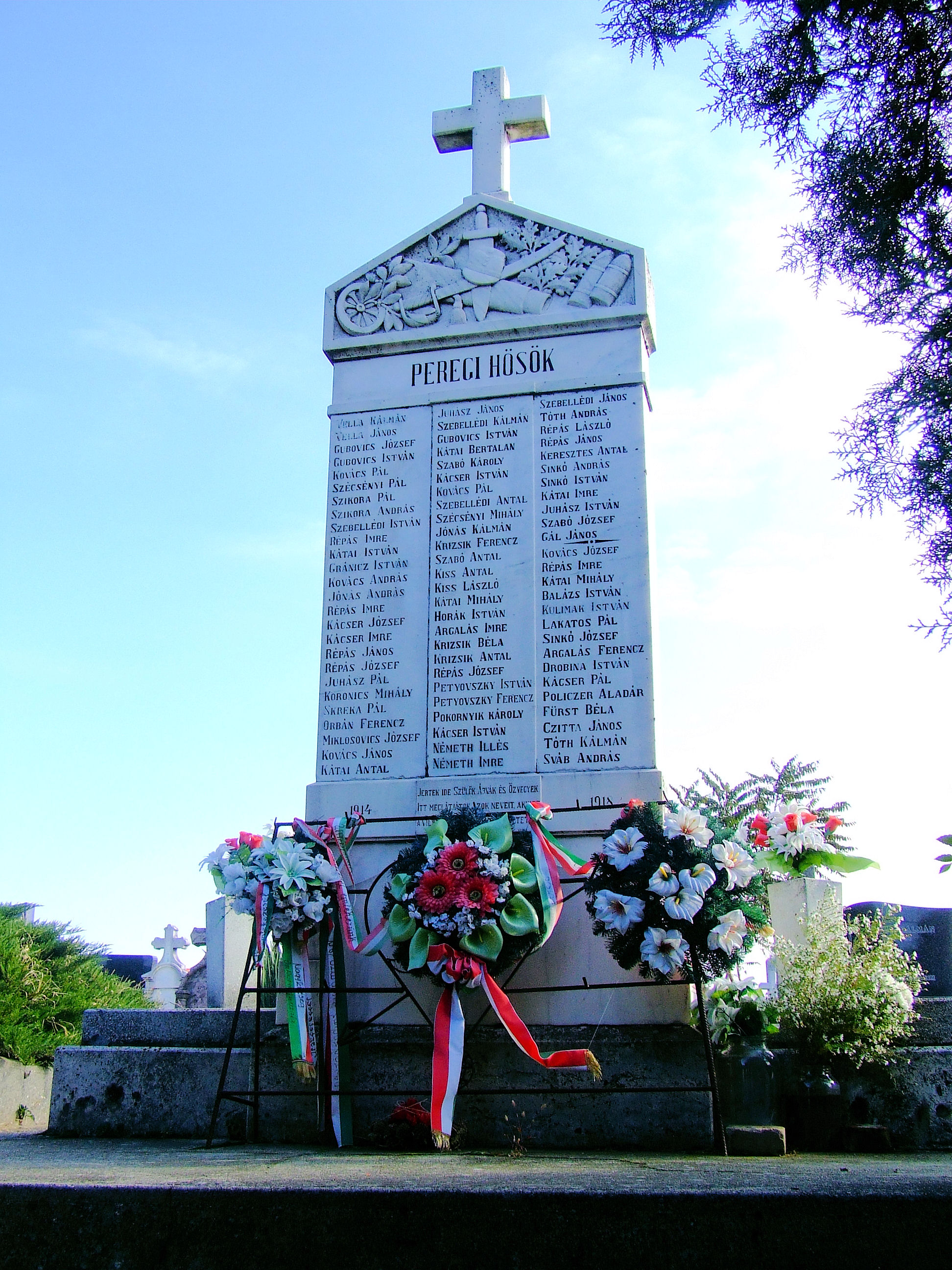
Weltkriegsdenkmal

## Verkehr
Durch Pereg verläuft die Hauptstraße Nr. 51, von der die Landstraße Nr. 5101 in westliche  Richtung nach Ráckeve abzweigt. Es bestehen Busverbindungen nach Kiskunlácháza bis zum dortigen östlich des Ortes gelegenen Bahnhof, nach Ráckeve bis zur Endhaltestelle der HÉV sowie in Richtung Süden nach Dömsöd.